# One Night in Miami...
One Night in Miami... és una pel·lícula dramàtica dels Estats Units de 2020 dirigida per Regina King, el seu debut com a directora de cinema, amb guió de Kemp Powers basat en l'obra de teatre del mateix nom. La protagonitzen Kingsley Ben-Adir, Eli Goree, Aldis Hodge i Leslie Odom Jr.. La pel·lícula explica la història ficcionalitzada de Cassius Clay, Malcolm X, Jim Brown, i Sam Cooke mentre celebren la victòria inesperada de Clay contra Sonny Liston en una habitació d'hotel a Miami el febrer de 1964.
Es va estrenar al Festival de Cinema de Venècia el 7 de setembre de 2020, la primera pel·lícula d'una directora afroamericana en ser seleccionada.

## Repartiment
- Kingsley Ben-Adir com a Malcolm X
- Eli Goree com a Cassius Clay
- Aldis Hodge com a Jim Brown
- Leslie Odom Jr. com a Sam Cooke
- Lance Reddick com a germà Kareem
- Nicolette Robinson com a Barbara Cooke
- Michael Imperioli com a Angelo Dundee
- Beau Bridges com a Sr. Carlton
- Joaquina Kalukango com a Betty Shabaz
- Jerome A. Wilson com a Elijah Muhammad
- Aaron D. Alexander com a Sonny Liston
- Christian Magby com a Jamaal
- Lawrence Gilliard Jr com a Bundini Brown
- Jeremy Pope com a Jackie Wilson
- Christopher Gorham com a Johnny Carson